# Antoni Marí
Antoni Marí i Muñoz (Ibiza, 1944) es un poeta y ensayista español. Estudió Filosofía y Letras. Profesor de la Universidad Autónoma de Barcelona (1979-1989), actualmente es catedrático de Teoría del Arte en la Universidad Pompeu Fabra. 
Se ha especializado en el estudio de las ideas estéticas, literarias y musicales de los siglos XVIII y XIX. El 1979 publicó la antología L'entusiasme i la quietud. Junto con Francesc Parcerisas, escribió Variacions sobre un tema romàntic: “Ombra i llum” en 1978, L’home geni (Edicions 62, 1984) que obtuvo el premio Crítica Serra d’Or, Miquel Barceló en 1984, La voluntat expressiva (1988)  y Euforion (Editorial Tecnos, 1989).
Como poeta se dio a conocer en 1979 con Preludi (Edicions dels Quaderns Crema). En 1989 obtuvo el Premio Nacional de la Crítica por Un viatge d’hivern (Edicions 62). Otras obras suyas son Formes de l’individualisme (Editorial Tres i Quatre, 1994) y El desert (1997). 
Como narrador, su primera obra fue El vas de plata i altres obres de misericòrdia (Editorial Pre-Textos, 1992, publicado en castellano como El vaso de plata y otras obras de misericordia) con la que ganó el Premi Ciutat de Barcelona y el de Crítica Serra d’Or. Otras obras suyas en narrativa son El camí de Vincennes (Tusquets, 1995 y Edicions 62, 1996) y Entspringen (2000).

## Traducciones al español
- El desierto. Traductor: Vicente Valero, Ediciones Península, 1998.[1]